# Montreuil-sur-Loir
Montreuil-sur-Loir ist eine französische Gemeinde mit 565 Einwohnern (Stand: 1. Januar 2022) im Département Maine-et-Loire in der Region Pays de la Loire. Sie gehört zum Arrondissement Angers und zum Kanton Angers-6. Die Einwohner werden Monsteriolais genannt.

## Geographie
Montreuil-sur-Loir liegt etwa 14 Kilometer nordöstlich von Angers in der Landschaft Anjou am Loir, der die östliche Gemeindegrenze bildet. Nachbargemeinden von Montreuil-sur-Loir sind Tiercé im Norden und Westen, Seiches-sur-le-Loir im Osten, Corzé im Süden sowie Rives-du-Loir-en-Anjou mit Soucelles im Süden und Westen.

## Bevölkerungsentwicklung
| Jahr                       | 1962 | 1968 | 1975 | 1982 | 1990 | 1999 | 2006 | 2018 |
| Einwohner                  | 259  | 233  | 183  | 262  | 294  | 299  | 450  | 578  |
| Quellen: Cassini und INSEE |      |      |      |      |      |      |      |      |

## Sehenswürdigkeiten

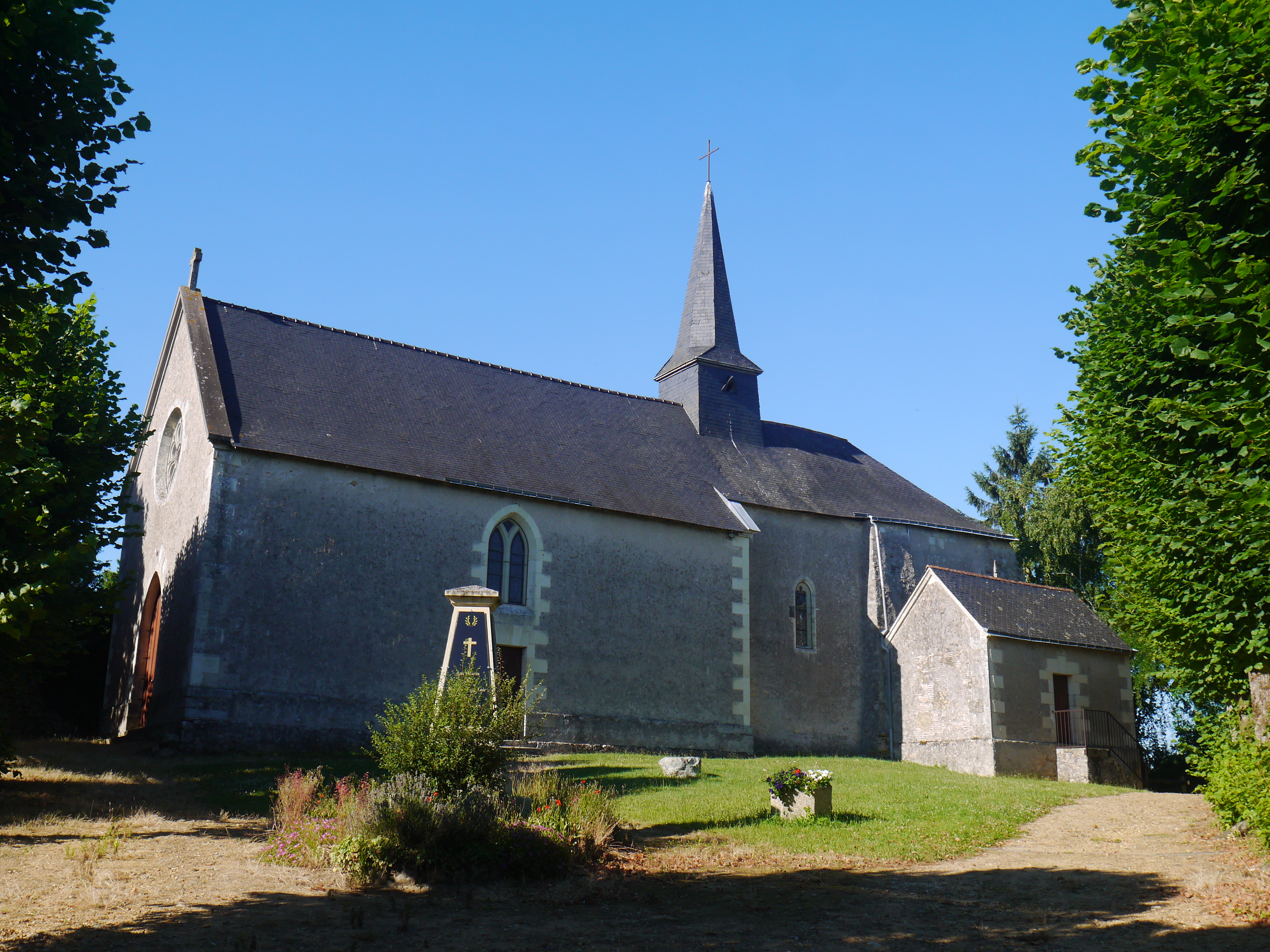
Kirche Saint-Aubin

- Kirche Saint-Aubin
- orthodoxe Kirche Les Trinottières
- Schloss, Monument historique